# لويس كارون
لويس كارون (بالإنجليزية: Louis Caron)‏ هو صحفي وكاتب كندي، ولد في 21 يوليو 1942 في سوريل-تريسي في كندا.